# Kabinett Teufel I
Das Kabinett Teufel I bestand in der 10. Wahlperiode des Landtags Baden-Württemberg. Es war eine Alleinregierung der CDU.

## Kabinett
| Amt | Name                    | Partei | Partei |
| --- | ----------------------- | ------ | ------ |
| Ministerpräsident                                                                                             | Erwin Teufel            |        | CDU    |
| Stellvertretender Ministerpräsident                                                                           | Gerhard Weiser          |        | CDU    |
| Minister für Ländlichen Raum                                                                                  | Gerhard Weiser          |        | CDU    |
| Inneres | Dietmar Schlee          |        | CDU    |
| Kultus und Sport                                                                                              | Marianne Schultz-Hector |        | CDU    |
| Wissenschaft und Kunst                                                                                        | Klaus von Trotha        |        | CDU    |
| Justiz | Helmut Ohnewald         |        | CDU    |
| Finanzen | Gerhard Mayer-Vorfelder |        | CDU    |
| Wirtschaft, Mittelstand und Technologie                                                                       | Hermann Schaufler       |        | CDU    |
| Arbeit, Gesundheit, Familie und Frauen                                                                        | Barbara Schäfer         |        | CDU    |
| Umwelt | Erwin Vetter            |        | CDU    |
| Bundes- und Europaangelegenheiten                                                                             | Heinz Eyrich            |        | CDU    |
| Verkehr | Thomas Schäuble         |        | CDU    |
| Staatssekretär im Ministerium für Umwelt                                                                      | Werner Baumhauer        |        | CDU    |
| Staatssekretär im Ministerium für Bundes- und Europaangelegenheiten und Bevollmächtigter des Landes beim Bund | Gustav Wabro            |        | CDU    |
| Staatsrat | Gerhard Goll            |        | CDU    |
| Politischer Staatssekretär im Innenministerium                                                                | Gundolf Fleischer       |        | CDU    |
| Politischer Staatssekretär im Ministerium für Kultus und Sport                                                | Hugo Leicht             |        | CDU    |
| Politischer Staatssekretär im Ministerium für Wissenschaft und Kunst                                          | Norbert Schneider       |        | CDU    |
| Politischer Staatssekretär im Finanzministerium                                                               | Eugen Volz              |        | CDU    |
| Politischer Staatssekretär im Ministerium für Ländlichen Raum, Ernährung, Landwirtschaft und Forsten          | Ludger Reddemann        |        | CDU    |
| Politischer Staatssekretär im Ministerium für Arbeit, Gesundheit, Familie und Frauen                          | Hermann Mühlbeyer       |        | CDU    |
| Staatssekretär im Staatsministerium                                                                           | Lorenz Menz             |        | CDU    |